# Curmătura (okręg Dolj)
Curmătura – wieś w Rumunii, w okręgu Dolj, w gminie Giurgița. W 2011 roku liczyła 513 mieszkańców.